# María Inés Alvarado Borgel
María Inés Alvarado Borgel era una secretaria y militante del MIR que fue detenida por agentes de la DINA el 15 de julio de 1974. Su nombre forma parte de la Operación Colombo. Tenía 21 años a la fecha de la detención, es una de las mujeres detenidas desaparecidas de la dictadura militar en Chile.  

## Detención
Marta Inés Alvarado Borgel,  era hija de Clara Inés Borgel González y Alfonso Alvarado Borquez. Estudió en el Liceo Manuel de Salas de Ñuñoa. Fue detenida en la calle, el día 15 de julio de 1974, frente a una tienda en Av. Providencia casi esquina Av. Lyon, por tres agentes de la DINA. Fue llevada a una casa donde los agentes procedieron a detener a todas las personas que iban llegando: Antonio Osorio Olivares, Juan Chacón Zenteno, Juan Chacon Olivares y Martín Elgueta Pinto, trasladados luego al recinto de la DINA en Londres 38. Los días 17 y 18 de julio del 74, Marta Inés fue llevada a casa de sus padres por agentes de la DINA, los que permanecieron durante tres días, manteniendo a la familia bajo arresto domiciliario. María Inés fue vista por ex presos políticos en Londres 38, momento desde el cual no se tienen más noticias sobre ella.

## Operación Colombo
Meses después de la desaparición de María Inés Alvarado Borgel, Martin Elgueta y Juan Chacón Olivares, sus nombres fueron incluidos en la nómina que publicó el diario brasileño "O'DIA" y la revista argentina “VEA”, que reprodujeron medios nacionales el 25 de julio de 1974, dando cuenta de supuestos enfrentamientos y en los cuales habrían muerto 119 chilenos. Ambas publicaciones fueron un montaje, los nombres que componían esta lista, corresponden todos a personas que fueron detenidas por la dictadura y que continúan desaparecidas. María Inés Alvarado Borgel, Martin Elgueta y Juan Chacón Olivares fueron parte del listado de 119 chilenos que son parte del montaje comunicacional denominado Operación Colombo”.

## Informe Rettig
Familiares de María Inés Alvarado Borgel presentaron su caso ante la Comisión Rettig, Comisión de Verdad que tuvo la misión de calificar casos de detenidos desaparecidos y ejecutados durante la dictadura. Sobre el caso de Cecilia, el Informe Rettig señaló que:

“El 17 de julio de 1974, en la comuna de Providencia, fue detenida por agentes de la DINA, la militante del MIR María Inés ALVARADO BORGEL. Sus captores la condujeron más tarde al domicilio de Martín ELGUETA PINTO, militante del MIR, quien también fue detenido, junto con Juan Rosendo CHACON OLIVARES, asimismo militante del MIR, y con otras personas que fueron después liberadas.
En los días posteriores a su detención María Inés Alvarado fue conducida por sus captores a la casa de su familia en varias oportunidades.
Los tres detenidos desaparecieron del recinto de Londres N° 38, donde fueron vistos por testigos.
La Comisión está convencida de que la desaparición de estas tres personas fue obra de agentes del Estado, quienes violaron así sus derechos humanos”.

## Proceso judicial en democracia
El caso de María Inés Alvarado Borgel fue investigado por el ministro en visita de la Corte de Apelaciones de Santiago, Leopoldo Llanos. El magistrado investigó el proceso “Episodio Londres 38”, en un caso que denominó “Maria Inés Alvarado Borgel”, con el rol Nº 2182-98, con el objetivo de investigar el delito de    secuestro calificado y el delito de aplicación de tormentos a Maria Inés Alvarado Borgel y Martin Elgueta Pinto. El 27 de febrero de 2017 el ministro Leopoldo Llanos, dictó condena en contra de 11 exagentes de la Dirección de Inteligencia Nacional (DINA), por su responsabilidad en los secuestros calificados de María Inés Alvarado Börgel y Martín Elgueta Pinto. El ministro condenó a los agentes Miguel Krassnoff Martchenko, Basclay Zapata Reyes y Risiere del Prado Altez España a penas de 15 años y un día de prisión, como autores de los delitos reiterados de secuestro calificado y aplicación de tormentos a María Inés Alvarado Borgel y Martin Elgueta Pinto. En tanto, César Manríquez Bravo, Nelson Paz Bustamante, José Yévenes Vergara y Osvaldo Pulgar Gallardo deberán purgar penas de 10 años y un día de prisión, también como autores. En el caso de los agentes Pedro Espinoza Bravo y Orlando Manzo Durán fueron condenados a 7 años de prisión, en calidad de autores sólo del secuestro calificado de Martin Elgueta Pinto; y el agente Sergio Castillo González recibió una condena de 5 años y un día de prisión, en calidad de cómplice de ambos secuestros, y Raúl Iturriaga Neumann, a 4 años de prisión, como cómplice del secuestro de Martín Elgueta.
En la etapa de investigación, el ministro Leopoldo Llanos logró establecer que: Londres N°38 era un recinto secreto de detención y tortura ubicado en el centro de Santiago. Funcionó desde fines de 1973 hasta aproximadamente los últimos días de agosto de 1974. Llegó a mantener unos sesenta detenidos, los que permanecían con la vista vendada, con sus manos amarradas, todos reunidos en una amplia sala, desde donde eran sacados continuamente a otras dependencias para ser interrogados y torturados con diferentes tipos de flagelación, incluso con aplicación de corriente eléctrica en la denominada "parrilla". También eran sacados del lugar para cooperar en otras detenciones. María Inés Alvarado Börgel, de 21 años de edad, secretaria, militante del MIR, fue detenida el 15 de julio de 1974 por agentes de la DINA, en la vía pública, cerca de las 15:00 horas, en circunstancias que caminaba junto a su amiga Verónica Martínez Ahumada, la cual logró huir; no así María Inés Alvarado, la que fue rodeada por los agentes, los que procedieron a detenerla, sin orden judicial alguna, siendo trasladada al recinto DINA de Londres 38, lugar donde fue vista por testigos. Los días 17, 18 y 25 de julio del mismo año, María Inés fue sacada del lugar, en dirección a la casa de su madre y otros domicilios de sus familiares, custodiada por agentes de civil, oportunidades en que pueden ver a María Inés en pésimas condiciones físicas, decaída, desaseada, con sus piernas y frente quemadas. Posteriormente fue dejada en el cuartel de Londres 38, en donde nuevamente es vista por testigos que también permanecían detenidos en el lugar, sin que haya vuelto a tomar contacto con sus familiares, ni realizado gestiones ante organismos del Estado, sin registrar entradas o salidas del país, sin que conste, tampoco, su defunción. Martín Elgueta Pinto, de 21 años de edad, estudiante de Ingeniería Comercial de la Universidad de Chile, militante del MIR, fue detenido el 15 de julio de 1974 por agentes de la DINA, en el departamento de Juan Rosendo Chacón (actualmente detenido desaparecido), cerca de las 19:30 horas, siendo trasladado al recinto DINA de Londres 38, lugar donde fue visto por testigos. más tarde es visto en el recinto de Cuatro Álamos, desde donde se pierde su rastro.
El caso se encuentra en la segunda instancia, en la Corte de Apelaciones de Santiago luego de esta instancia como es usual en estos procesos el caso terminara con la sentencia final de la Corte Suprema.